# Антиферомагнетики

Антиферомагнітне упорядкування спінів

Антиферомагне́тики — магнітновпорядковані кристалічні речовини, які за низьких температур мають дві повністю намагнічені спінові ґратки, які повністю компенсують одна одну.

## Історія
Існування антиферомагнетиків відкрив Луї Неель у 30-х роках XX-го століття. В 1970 за дослідження в галузі магнітних властивостей твердих тіл він отримав Нобелівську премію.

## Антиферомагнетизм
Антиферомагнетизм — явище, пов'язане з магнітновпорядкованим станом кристалічної речовини, в якому всі або частина сусідніх атомних магнітних моментів спрямовані так (як правило антипаралельно), що сумарний магнітний момент елементарної магнітної
комірки кристала дорівнює нулю (або ж складає малу частку
атомного магнітного моменту).

## Загальна характеристика антиферомагнетиків
Антиферомагнетик — речовина, в якій наявний антиферомагнітний порядок магнітних моментів атомів або йонів. Характеризується температурою Нееля (TN) і від'ємною температурою Кюрі θ.  
Температура переходу антиферомагнетиків із магнітновпорядкованого стану в невпорядкований стан називається температурою Нееля. Звичайно
речовина стає антиферомагнітною нижче точки Нееля і
залишається нею до абсолютного нуля. Наприклад, твердий кисень
у θ — модифікації (TN < 24 K), Mn (TN =100 K), Cr (TN =310 K), MnF2, оксиди перехідних елементів типу MnO.
До антиферомагнетиків належать FeO, NiO, CoO, CoF2, NiSO4 тощо.
За малих зовнішніх магнітних полів антиферомагнетики поводяться, як парамагнетики. Утім, починаючи з певної критичної напруженості магнітного поля, в них з'являється намагніченість, яка спочатку зростає лінійно з ростом напруженості зовнішнього поля, а потім виходить на насичення.
Елементарними збудженнями в антиферомагнетиках є магнони.